# Рудник угља Карбосулцис
39° 12′ 32″ С; 8° 26′ 17″ И / 39.209° С; 8.438° И
Рудник угља Карбосулцис је рудник угља који се налази на Сардинији. Рудник има резерве угља у износу од 2,5 милијарди тона суб-битуминозног угља, један је од највећих резерви угља у Европи и свету и има годишњи капацитет производње од 1,5 милиона тона. 